# Loxophlebia austeria
Loxophlebia austeria är en fjärilsart som beskrevs av Max Wilhelm Karl Draudt 1915. Loxophlebia austeria ingår i släktet Loxophlebia och familjen björnspinnare. Inga underarter finns listade i Catalogue of Life.